# Ouako
Ouako est une commune rurale située dans le département de Boromo de la province des Balé dans la région de la Boucle du Mouhoun au Burkina Faso.